# Maďarsko na Letních olympijských hrách 1960
Maďarsko na Letních olympijských hrách v roce 1960 v italském Římě reprezentovala výprava 184 sportovců (157 mužů a 27 žen) v 17 sportech.

## Medailisté
| Medaile | Jméno | Sport           | Soutěž                      |
| ------- | --- | --------------- | --------------------------- |
| Zlato   | Rudolf Kárpáti | Šerm            | Muži šavle jednotlivci      |
| Zlato   | Ferenc Németh | Moderní pětiboj | Muži jednotlivci            |
| Zlato   | János Parti | Kanoistika      | Muži C-1 1 000 m            |
| Zlato   | Gyula Török | Box             | Muži váha muší do 51 kg     |
| Zlato   | András Balczó Imre Nagy Ferenc Németh | Moderní pětiboj | Družstvo mužů               |
| Zlato   | Gábr Delneky Aladár Gerevich Zoltán Horváth Rudolf Kárpáti Pál Kovács Tamás Mendelényi | Šerm            | Družstvo mužů šavle         |
| Stříbro | Zoltán Horváth | Šerm            | Muži šavle jednotlivci      |
| Stříbro | Imre Nagy | Moderní pětiboj | Muži jednotlivci            |
| Stříbro | Imre Polyák | Zápas           | muži, řecko-římský do 62 kg |
| Stříbro | Imre Szöllősi | Kanoistika      | Muži K-1 1 000 m            |
| Stříbro | Gyula Zsivótzky | Atletika        | Muži hod kladivem           |
| Stříbro | György Mészáros András Szente | Kanoistika      | Muži K-2 1 000 m            |
| Stříbro | Imre Kemeczei György Mészáros András Szente Imre Szöllősi | Kanoistika      | Muži K-1 1 000 m            |
| Stříbro | Lídia Dömölkyová Katalin Juhászová Györgyi Marvalits Magda Nyáriová Ildikó Ságiová-Rejtőová | Šerm            | Družstvo žen fleret         |
| Bronz   | Gergely Kulcsár | Atletika        | Muži hod oštěpem            |
| Bronz   | István Rózsavölgyi | Atletika        | Muži 1 500 m                |
| Bronz   | Győző Veres | Vzpírání        | Muži střední váha do 75 kg  |
| Bronz   | Imre Farkas András Törő | Kanoistika      | Muži C-2 1 000 m            |
| Bronz   | Klára Bánfalvi Vilma Egresi | Kanoistika      | Ženy K-2 500 m              |
| Bronz   | Flórián Albert Jenő Dalnoki Zoltán Dudás János Dunai Lajos Faragó János Göröcs Ferenc Kovács Dezső Novák Pál Orosz Tibor Pál Gyula Rákosi Imre Sátori Ernő Solymosi Gábor Török Pál Várhidi Oszkár Vilezsál | Fotbal          | Turnaj mužů                 |
| Bronz   | Kálmán Markovits András Katona György Kárpáti László Jeney Otto Boros István Hevesi Mihály Mayer Zoltán Dömötör Dezső Gyarmati Tivadar Kanizsa Péter Rusorán                                                | Vodní pólo      | Družstvo mužů               |